# Škafar
Škafar je priimek več znanih Slovencev:
- Ana Škafar, tenisačica
- Andrej Škafar (*1955), alpinist/plezalec
- Bojana Rogelj Škafar (*1964), etnologinja, umetnostna zgodovinarka, muzealka
- Branko Škafar (*1960), ekonomist, komunalni gospodarstvenik
- Danijel Škafar, novinar, tv-voditelj
- France Škafar, pred. TEOF
- Gregor Škafar, zgodovinar, arhivist
- Gregor Škafar (*1974), igralec namiznega tenisa
- Igor Škafar - Ichisan, fotograf, glasbeni ustvarjalec in producent
- Ivan Škafar (1912 - 1983), duhovnik, zdravnik in prekmurski zgodovinar
- Martin Škafar - Barjanski (1968-2020), pesnik
- Vinko (Avguštin) Škafar (*1939), teolog, prof. TEOF
- Vlado Škafar (*1969), cineast, scenarist, režiser